# Minichromosome maintenance protein
Minichromosome maintenance protein (MCM) är DNA-helikas som är involverade i många olika DNA-relaterade funktioner.